# Firepower
| Recensione | Giudizio |
| ---------- | -------- |
| AllMusic   |          |

Firepower è il diciottesimo album in studio del gruppo musicale britannico Judas Priest, pubblicato il 9 marzo 2018 dalla Columbia Records/Sony Music.
È il primo album realizzato dal gruppo con lo storico produttore Tom Allom dai tempi di Ram It Down (1988) oltre che il primo con Andy Sneap come co-produttore.

## Promozione
L'annuncio ufficiale del disco è avvenuto il 23 ottobre 2017. Assieme all'uscita del CD viene annunciato anche un tour americano di supporto. Il 27 novembre viene pubblicato un primo estratto di 15 secondi della title track Firepower. Il primo singolo ufficiale, Lightning Strike, viene pubblicato come video musicale, caricato anche su YouTube, il 5 gennaio 2018.
Il 12 febbraio 2018 il chitarrista Glenn Tipton ha dichiarato di aver contratto la malattia di Parkinson, tuttavia i membri del gruppo hanno confermato il suo pieno coinvolgimento nel processo di scrittura e registrazione dell'album. Il posto di Tipton nel successivo tour mondiale sarà preso da Andy Sneap.

## Accoglienza

### Pubblico
L'album ha venduto all'incirca 49 000 copie nella prima settimana d'uscita, debuttando al quinto posto della Billboard 200 e stabilendo un nuovo record di posizionamento per un disco dei Judas Priest negli Stati Uniti d'America, che superano così il sesto posto in classifica ottenuto dal precedente Redeemer of Souls nel 2014. Nel Regno Unito è diventato il primo lavoro del gruppo a raggiungere la top 10 della Official Albums Chart dai tempi di British Steel (1980). L'album ha inoltre raggiunto la top 10 delle classifiche in Austria, Finlandia, Germania, Norvegia, Portogallo, Spagna, Svezia e Svizzera.

### Critica
Firepower ha ricevuto un grande successo di pubblico e di critica, la quale lo definisce a larga maggioranza il miglior lavoro in studio dei Judas Priest dallo storico e osannato Painkiller, oltre che uno dei più riusciti della discografia della band di Birmingham al pari di Sad Wings of Destiny, Sin After Sin, Stained Class, British Steel, Screaming for Vengeance, Defenders of the Faith e il già menzionato Painkiller.

## Tracce
Testi e musiche di Glenn Tipton, Rob Halford e Richie Faulkner.
1. Firepower – 3:27
2. Lightning Strike – 3:29
3. Evil Never Dies – 4:23
4. Never The Heroes – 4:23
5. Necromancer – 3:33
6. Children of the Sun – 4:00
7. Guardians – 1:06
8. Rising from Ruins – 5:23
9. Flamethrower – 4:34
10. Spectre – 4:25
11. Traitors Gate – 5:43
12. No Surrender – 2:54
13. Lone Wolf – 5:09
14. Sea of Red – 5:51

## Formazione
Gruppo
- Rob Halford – voce
- Glenn Tipton – chitarra
- Richie Faulkner – chitarra
- Ian Hill – basso
- Scott Travis – batteria

Produzione
- Tom Allom – produzione
- Andy Sneap –produzione, ingegneria del suono, missaggio, mastering
- Mike Exeter – ingegneria del suono

## Classifiche
| Classifica (2018)          | Posizione massima |
| -------------------------- | ----------------- |
| Australia                  | 12                |
| Austria                    | 2                 |
| Belgio (Fiandre)           | 5                 |
| Belgio (Vallonia)          | 14                |
| Canada                     | 3                 |
| Danimarca                  | 19                |
| Finlandia                  | 2                 |
| Francia                    | 12                |
| Germania                   | 2                 |
| Giappone                   | 9                 |
| Grecia                     | 4                 |
| Italia                     | 20                |
| Norvegia                   | 5                 |
| Nuova Zelanda              | 36                |
| Paesi Bassi                | 16                |
| Polonia                    | 5                 |
| Portogallo                 | 3                 |
| Regno Unito                | 5                 |
| Regno Unito (rock & metal) | 1                 |
| Repubblica Ceca            | 1                 |
| Spagna                     | 6                 |
| Stati Uniti                | 5                 |
| Stati Uniti (hard rock)    | 1                 |
| Stati Uniti (rock)         | 2                 |
| Stati Uniti (tastemaker)   | 2                 |
| Svezia                     | 1                 |
| Svizzera                   | 3                 |
| Ungheria                   | 2                 |